# Dãy núi Kong

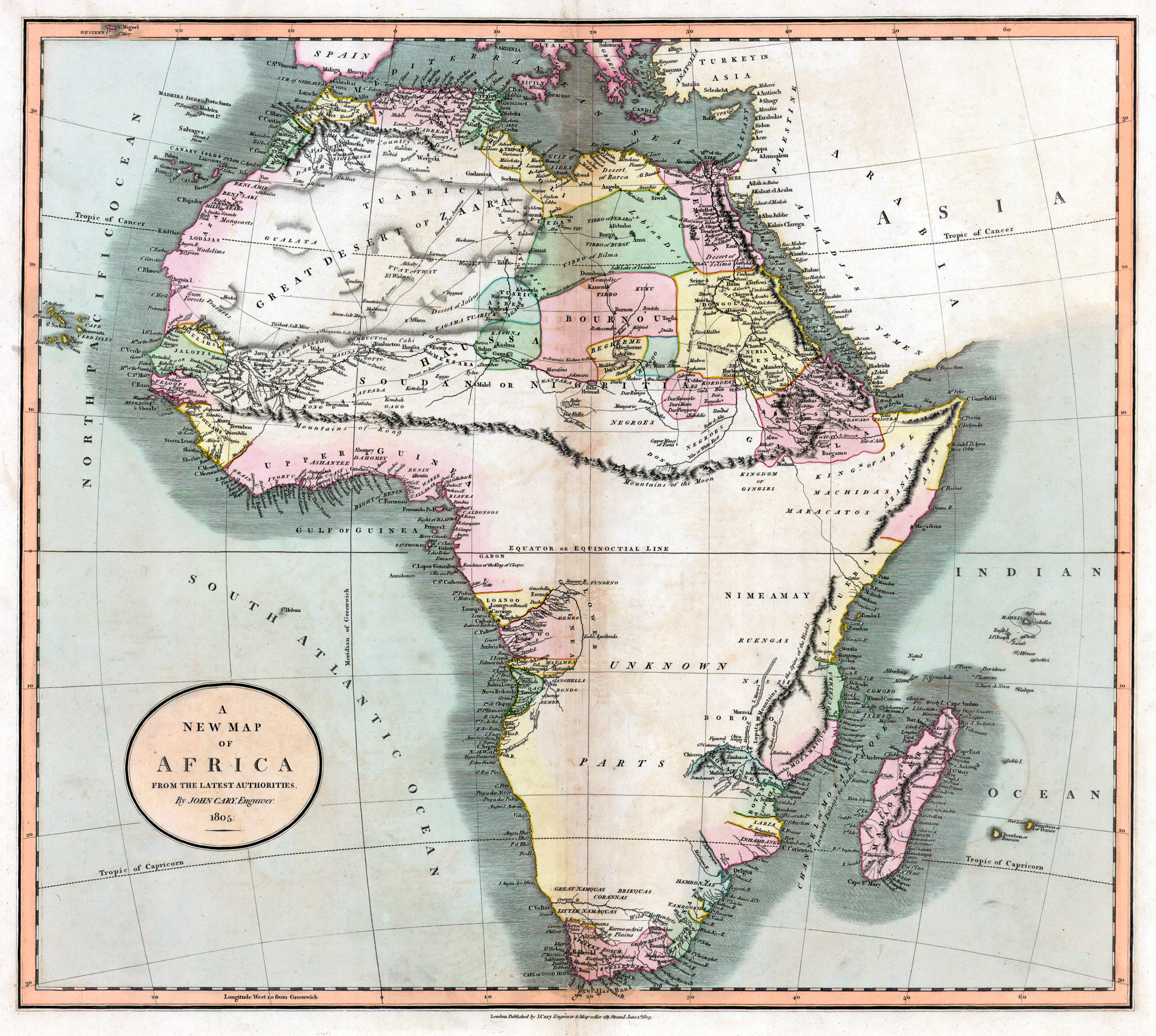
Bản đồ châu Phi, do John Cary vẽ năm 1805 chỉ ra dãy núi Kong kéo dài về phía đông tới dãy núi Mặt Trăng.

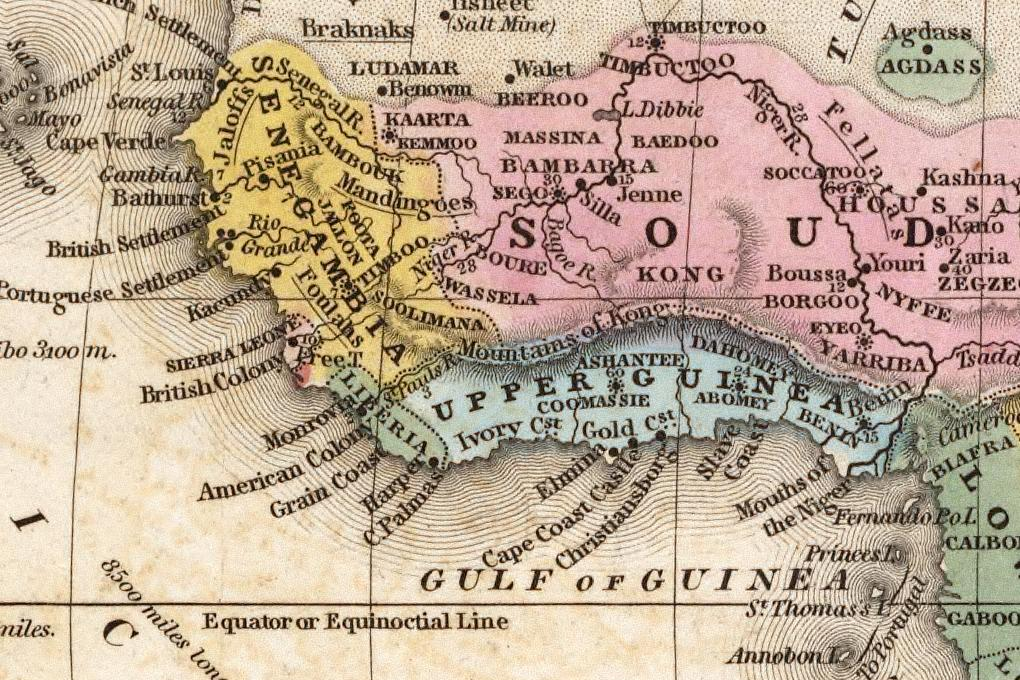
Dãy núi Kong trên bản đồ Tây Phi vẽ năm 1839.

Dãy núi Kong là một dãy núi không có thực nhưng được vẽ ra trên các bản đồ châu Phi từ năm 1798 cho tới cuối thập niên 1880 hoặc đầu thập niên 1890. Dãy núi này từng có thời được người ta cho là bắt đầu tại Tây Phi, gần cao nguyên đầu nguồn sông Niger gần với Tembakounda ở Guinea, sau đó chạy về phía đông tới dãy núi tưởng tượng khác tại Trung Phi là dãy núi Mặt Trăng, được cho là ở nơi mà sông Nin Trắng bắt nguồn.

## Lịch sử
Năm 1798 một bản đồ vẽ ra từ kết quả của những chuyến thám hiểm khu vực này của nhà thám hiểm Mungo Park (1771-1806) lần đầu tiên chỉ ra dãy núi chạy theo chiều từ tây sang đông này. Nó được nhà bản đồ học người Anh là James Rennell (1742-1830) tạo ra, trong đó ông chỉ ra rằng sông Niger đang bốc hơi trong nội địa tại Wangara.
Nhà bản đồ học người Đức là Johann Reinecke (1770-1818) đã đưa dãy núi này vào bản đồ của ông năm 1804 với tên gọi Geburg Kong. Năm 1805 thợ khắc người Anh là John Cary (1754-1835) đã lần đầu tiên chỉ ra rằng dãy núi này nối với dãy núi Mặt Trăng.
Nhiều nhà thám hiểm Tây Phi khác nhau trong thế kỷ 19 đã đưa dãy núi này vào các loại bản đồ mà họ vẽ hoặc chỉ đạo vẽ ra sau các chuyến thám hiểm khu vực này. Trong số này có nhà thám hiểm người Pháp René Caillié (1799-1838) là người đã thám hiểm khu vực cao nguyên Fouta Djallon ở Guinea, gần đầu nguồn sông Niger; nhà thám hiểm người Cornwall là Richard Lemon Lander (1804-1834) và em trai ông là John Lander; và nhà thám hiểm người Scotland là Hugh Clapperton (1788-1827), người cũng đã từng tìm kiếm dòng chảy của sông Niger River tại thượng nguồn của nó.
Các nhà sử học Thomas Basset và Phillip Porter đã nhận diện khoảng 40 bản đồ có vẽ dãy núi này trong giai đoạn từ năm 1798 tới năm 1892.
Mặc cho sự thất bại của các nhà thám hiểm sau này trong việc xác định vị trí của dãy núi này, nó vẫn tiếp tục xuất hiện trên nhiều bản đồ cho tới tận cuối thế kỷ 19.
Các nhà bản đồ học chỉ thôi không còn đưa dãy núi này vào bản đồ sau khi nhà thám hiểm người Pháp là Louis Gustave Binger (1856-1936) đã chỉ ra rằng dãy núi này là hư cấu trong chuyến thám hiểm giai đoạn 1887–1889 của ông để vẽ sông Niger từ cửa sông tại Nigeria đổ vào vịnh Guinea và cho tới Bờ Biển Ngà.
The Oxford Advanced Atlas năm 1928 của John Bartholemew vẫn chứa dãy núi Kong trong chỉ mục của nó và định vị nó tại tọa độ 8° 40' vĩ bắc, 5° 0' kinh tây. Thậm chí muộn hơn nó còn xuất hiện sai lầm trong World Atlas (Bản đồ thế giới) của Goode năm 1995.

## Các tên gọi liên quan
Thị trấn Kong có từ thế kỷ 12 và mang tên gọi mà người ta gán cho dãy núi. Thị trấn này đã nổi lên trong thế kỷ 17 để trở thành kinh đô của đế quốc Kong (1710-1898).
Một dải đồi gọi là đồi Kong là một phần của dải đất cao chia tách vùng đồng bằng bên trong của Tây Phi với vùng duyên hải. Đỉnh các ngọn đồi nói chung không cao hơn 610 m (2.000 ft.) và không quá 215 m (700 ft.) trên mức độ cao của vùng này.

## Thư viện bản đồ

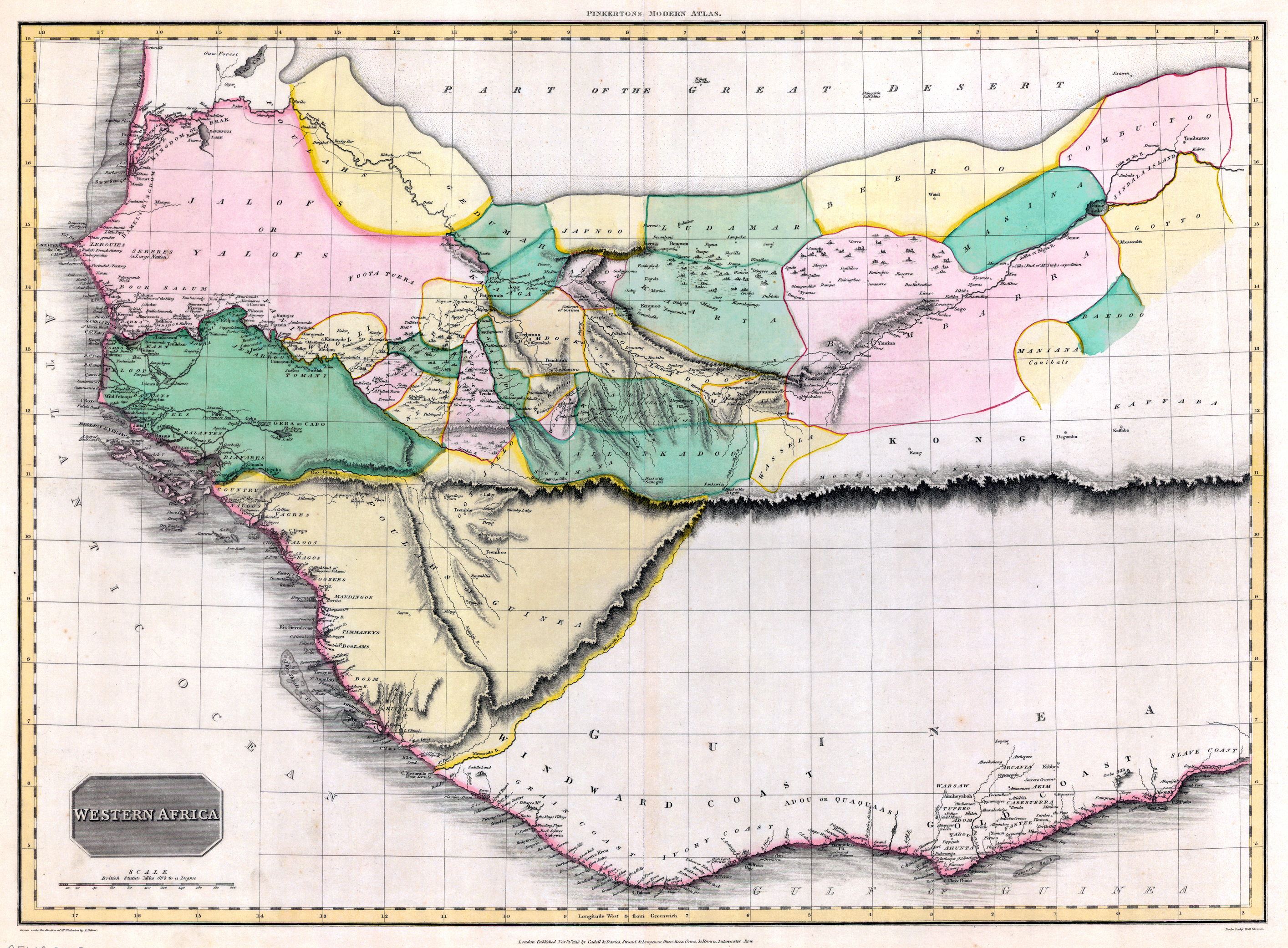
Bản đồ châu Phi do John Pinkerton vẽ năm 1813.
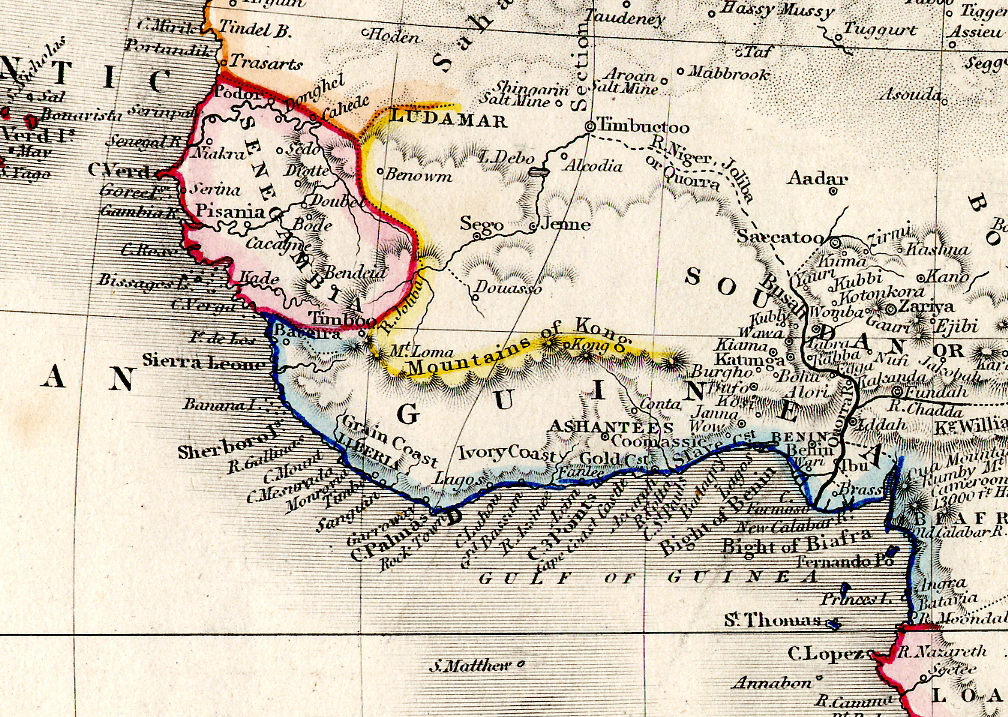
Dãy núi Kong trên bản đồ "châu Phi" trong tập bản đồ Milner, 1850.
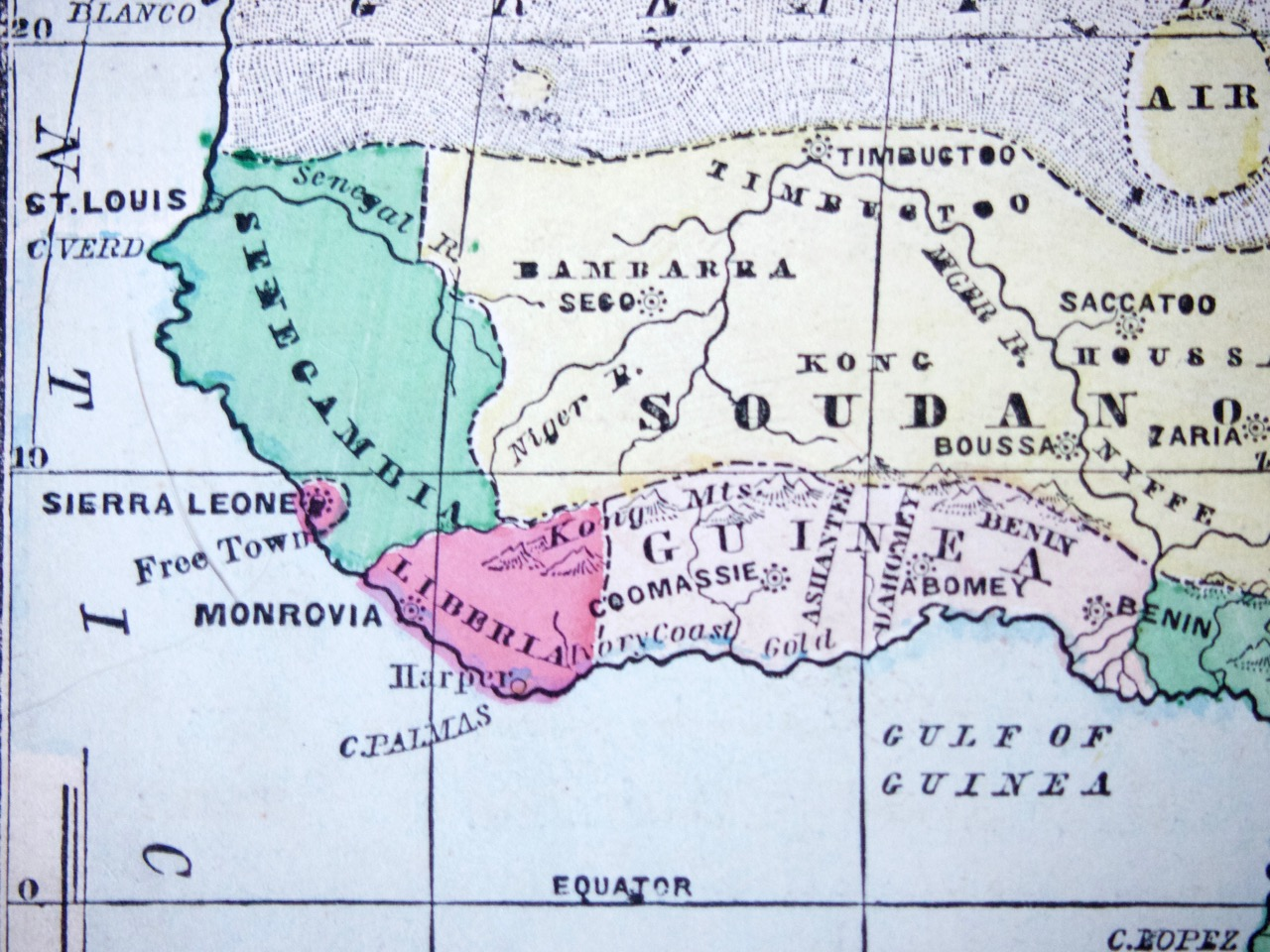
Bản đồ năm 1872 của Monteith.
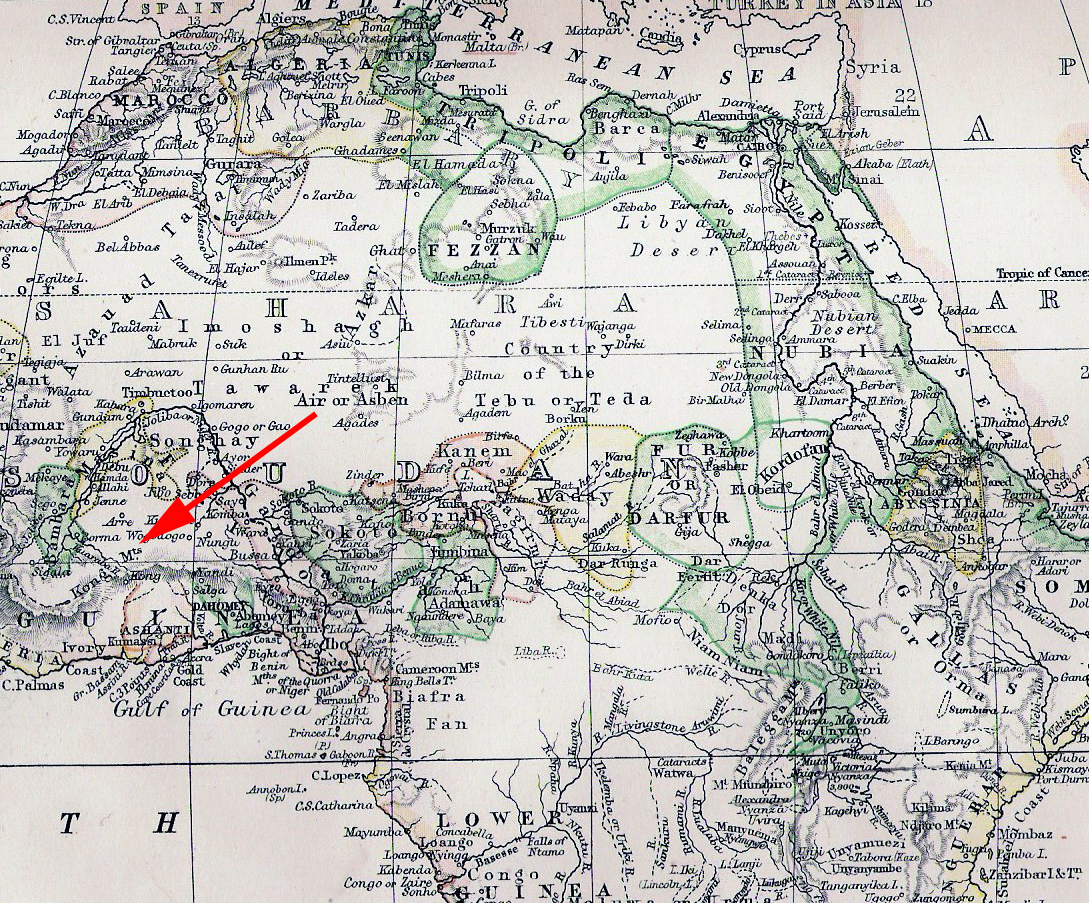
Từ tập bản đồ thế kỷ 19 (1882), "Dãy núi Kong" được đánh dấu bằng mũi tên đỏ.

| Tìm hiểu thêm về Mountains of Kong tại các dự án liên quan |                                   |
| Tìm kiếm Wiktionary                                        | Từ điển từ Wiktionary             |
| Tìm kiếm Commons                                           | Tập tin phương tiện từ Commons    |
| Tìm kiếm Wikinews                                          | Tin tức từ Wikinews               |
| Tìm kiếm Wikiquote                                         | Danh ngôn từ Wikiquote            |
| Tìm kiếm Wikisource                                        | Văn kiện từ Wikisource            |
| Tìm kiếm Wikibooks                                         | Tủ sách giáo khoa từ Wikibooks    |
| Tìm kiếm Wikiversity                                       | Tài nguyên học tập từ Wikiversity |